# Сузури-бако
Сузури-бако (на японски: 硯箱) е вид японска кутия за съхранение на пособия за рисуване.
Традиционните кутии са изработени от лакирано дърво. Исторически те са свързани с калиграфията и като такива са направени от висококачествени материали, за да се предпази мастилото (сузури) в нея.

## История
Първите кутии са изработени в Япония през IX век. По това време калиграфията е развита на високо ниво и е неразделна част от живота на японското общество. За да може един творец да създаде висококачествен калиграфски надпис му е необходим набор от инструменти. Сред тях са мастилените пръчици, капкомер за вода и малък нож. Тези кутии за съхранение са създадени с цел да гарантират, че различните инструменти, които са необходими на художника, са правилно подредени и защитени от повреда или загуба. Дървото покрито с лак относително добре защитава инструментите от влагата. Вътрешността на кутията е разделена на различни сегменти с квадратни или правоъгълни форми, в които се поставят различните инструменти. В по-ранните периоди кутиите са достатъчно големи, за да поберат инструментите и хартията на художника, докато в по-късно време размерът им е по-малък и в тях може да се съхраняват единствено инструментите. Вторият тип кутии рьоши-бако се използват в по-късните периоди, за да се съхраняват в тях готовите произведения.
В течение на времето кутиите сузури-бако се усъвършенствани. Докато кутиите от ранния период често са украсени с твърд червен лак, по-модерните кутии са декорирани по много начини. След периода Мурамачи голяма част от кутиите са украсени с изображения от великите литературни произведения на Япония. По отношение на лака, черното, кафявото и златното са най-често срещаните цветове, използвани в по-модерните кутии. По време на периода Едо често срещана зестра са кутиите сузури-бако. Напредъкът в технологиите и производствените процеси през периода Мейджи води до развитието на редица нови форми и размери на кутиите. След упадъка на калиграфията производството на кутиите сузури-бако достига своят упадък. В днешно време се произвеждат малко бройки от тях.

## Галерия
- Кутия от дърво, покрито със сребърно-златен лак, XVII в.
- Кутия с изобразен дракон на капака ѝ, XVII в.
- Кутия от периода Едо
- Кутия от XVIII в.
- Вътрешността на кутия от XIX в.
- Кутия от началото на XX в.